# Јапанска лака крстарица Тенрју
Крстарица Тенрју је први од два брода серије јапанских лаких крстарица класе Тенрју. Брод је добио име по реци Тенрју која протиче кроз провинције Нагано и Шизуока у Јапану.

## Позадина
Лаке крстарице класе Тенрју су у ствари били увећани разарачи, дизајнирани и изграђени по узору на сличну концепцију британских лаких крстарица класе „Ерутјуз“ и класе „К“. Ови бродови су пројектовани као заставни бродови за флотиле разарача.
Са унапређењем технологије парних турбина на нафту, крстарице класе Тенрју су имале више од два пута коњске снаге од ранијих крстарица класе Чикума и биле су способне да развију брзину од 33 kn (61 km/h).

## Служба

### Ранији период
Тенрју је завршена 20. новембра 1919. године у државном бродоградилишту у Јокосуки. Следеће године, она се придружује јапанској другој флоти, и патролира дуж обале Русије, пружајући помоћ јапанским копненим снагама у сибирској интервенцији против Бољшевичке Црвене армије.
Тенрју је на ремонту између марта 1927. и марта 1930. године, где добија нови троножни јарбол.
У периоду 1937—1938. године, Тенрју се придружује патроли дуж кинеске обале, пошто су се односи између Јапана и Кине погоршали и започео је Други Кинеско-Јапански рат. За време ремонта 1939. године, Тенрју добија два против-авионска митраљеза 13 mm. Од 1939. до 1941. године, Тенрју служи као тренажни брод.

### Почетни период рата на Пацифику
Крајем 1940. године, Тенрју базира на атолу Трук - Каролинска острва, заједно са бродом близанцем Тацута, у сатаву 18. дивизије крстарица четврте флоте под командом вицеадмирала Марумо Кунимориа. У време напада на Перл Харбор, 18. дивизија крстарица била је део групе инвазионих снага, које је требало да се искрцају на острво Вејк. Тенрју је том приликом изложена митраљеској ватри са америчких авиона F4F вајлдкет 11. децембра 1941. године, али сем мање штете, других озбиљнијих оштећења није било током прве битке за острво Вејк. Крстарица Тенрју такође учествује у другом (успешнијем) инвазионом нападу на острво Вејк 21. децембра 1941. године.
Дана, 20. јануара 1942. године, Тенрју и Тацута су се придружиле заштити транспорта трупа током инвазије на Кавиенг - Нова Ирска, За време ремонта на атолу Трук 23. фебруара, постављена су на крми два двоцевна против-авионска топа 25 mm, као део појачања одбране од претећих америчких авиона.

### Соломонова острва и Нова Гнинеја
Од марта до маја 1942. године, Тенрју и 18. дивизија крстарица подржавају многобројна десантна искрцавања на Соломоновим острвима и Новој Гвинеји, укључујући Лае, Саламауа, Бука, Бугенвил, Рабаул, острва Шортленд, Киета, острво Манус, Адмиралска острва, Тулаги и острво Санта Изабела.
Тенрју се вратила у Јапан ради ремонта 23. маја, који је трајао један месец. Дана, 14. јула 1942. године, извршена је већа реорганизација у јапанској флоти, 18. дивизија крстарица под командом контраадмирала Мацујаме, ушла је у састав недавно створене осме флоте, чији је командант био вицеадмирал Гуничи Микава. Већ 20. јула, Тацута је била ангажована у заштити инвазионих снага које је требало да се искрцају код Буне на Новој Гвинеји. Том прилоком су инвазионе снаге нападнуте од америчких бомбардера Боинг Б-17 Летећа тврђава и Мартин Б-26 Мародер, али Тенрју је прошла без оштећења.

### Битка код острва Саво
Дана, 9. августа 1942. године, Тенрју учествује у бици код острва Саво. Заједно са крстарицама Јубари, Аоба, Како, Фурутака, Кинугаса, Чокаи и разарачем Јунаги, нападају савезничку оперативну ескадру која је штитила транспортне бродове савезничких снага, усидрених код Гвадалканала. Током ноћне артиљеријско-торпедне битке, Тенрју потапа крстарицу Квинси са два торпеда. Такође је учествовала у потапању крстарица Асторија, Винценес и Канбера. Осим тога, крстарица Чикаго и разарачи Ралф Талбот и Пиетерсан су оштећени. Артиљериски погоци са крстарице Тенрју су убили 23 члана посаде на крстарици Чикаго. Тенрју базира у луци Рабаул до краја августа, ескортујући конвоје са трупама и залихама.
Дана, 25. августа 1942. године, крстарица Тенрју је поново нападнута од бомбардера Боинг Б-17 Летећа тврђава, за време њене пратње десантних снага од 1.200 војника 5. Куре специјалне десантне јединице, према заливу Милне на Новој Гвинеји, али опет пролази без оштећења. Дана, 6. септембра, Тенрју је део снага одређених за евакуацију преживелих војника након пораза у бици у заливу Милне, том приликом бомбардује докове у Гили Гилију и потапа британски теретни брод Еншан од 3.199 тона.
Крстарицу Тенрју, 1. октобра 1942. године погађа бомба бачена из бомбардера Б-17, приликом савезничког авио напада на луку Рабаил. Бомба је убила 30 члана посде, али брод није теже оштећен. Од тада је Тенрју на задатку „Токио Експрес“ транспорта од Рабаула до Тасафаронге на Гвадалканалу, све до почетка новембра.
Дана, 8. новембра 1942. године, конвој који је ескортовала крстарица Тенрју су напали торпедни чамци ПТ-34, ПТ-39 и ПТ-61, али је прошао без оштећења.

### Гвадалканал
Дана, 13. новембра 1942. године, Тенрју напушта Шортленд и креће ка Гвадалканалу као део јапанских снага које је требало да бомбардују аеродром „Хендерсеново поље“. Јапанске снаге су нападнуте следећег дана од америчке подморнице Флаинг фиш, торпедних бомбардера са носача авиона Ентерпрајс и маринских торпедних бомбардера TBF авенџер са Гвадалканала. За време касније битке, Кинугаса је потопљена, а Чокаи је била мало оштећена. Један обрушавајући бомбардер Даглас SBD донтлис се срушио на крстарицу Маја. Тенрју се неоштећена вратила на Шортленд.
Дана, 16. децембра 1942. године, Тенрју напушта Маданг - Нова Гвинеја, у извесном пратећем одреду, заједно са разарачима Исонами, Иназума, Сузуказе и Арашио, као и са помоћним крстарицама Аикоку Мару и Гококу Мару, и успешно искрцавају трупе 18. децембра. Следећег дана, када се Тенрју спремала да напусти одред, она је нападнута од америчке подморнице Албакор, која је лансирала по једно торпедо на три транспортна брода, јер их је идентификовала као разараче. Торпеда промашују транспортне бродове, али једно погађа крстарицу Тенрју у крму. Тенрју тоне у 11:20 сати. Двадест и три члана посаде гине, док је остале спасио разарач Сузуказе, укључујући и капетана Уеда.
Тенрју је обрисана из списка флоте 20. јануара 1943. године.

## Листа Капетана
- Капетан Садађиро Мурасе - 20. новембар 1919 — 20. новембар 1920.
- Комодор / Капетан Теиђиро Мурасе - 20. новембар 1920 — 1. децембар 1921.
- Капетан Сатоши Јоко - 1. децембар 1921 — 1. децембар 1922.
- Капетан Хађиме Мацушита - 1. децембар 1922 — 13. октобар 1923.
- Комодр / Капетан Шиничи Огури - 13. октобар 1923 — 1. децембар 1924. (Унапређен у чин Капетан 1. децембра 1923)
- Капетан Јошио Такита - 1. децембар 1924 — 20. октобар 1925.
- Капетан Шинпеи Кида - 20. октобар 1925 — 1. децембар 1925.
- Капетан Исао Монаи - 1. децембар 1925 — 1. новембар 1926.
- Капетан Сеишичи Јамагучи - 1. новембар 1926 — 15. новембар 1927.
- Капетан Шигеру Кикуно - 15. новембар 1927 — 10. децембар 1928.
- Капетан Јорио Савамато - 10. децембар 1928 — 20. август 1929.
- Капетан Ибо Такахаши - 20. август 1929 — 1. новембар 1929.
- Капетан Јошио Хачуја - 1. новембар 1929 — 1. децембар 1930.
- Капетан Кенсуке Мадараме - 1. децембар 1930 — 15. новембар 1932.
- Капетан Минору Тајуи - 15. новембар 1932 — 1. новембар 1933.
- Капетан Масао Каназава - 1. новембар 1933 — 25. мај 1934.
- Капетан Тецу Исава - 25. мај 1934 — 21. новембар 1935.
- Капетан Мичиаки Камата - 21. новембар 1935 — 15. фебруар 1936.
- Капетан Кјухачи Кудо - 15. фебруар 1936 — 10. новембар 1936.
- Капетан Канђи Угаки - 10. новембар 1936 — 2. август 1937.
- Капетан Косо Абе - 2. август 1937 — 15. децембар 1938.
- Капетан Саданао Јамазаки - 15. децембар 1938 — 15. новембар 1939.
- Капетан Зенсуке Каноме - 15. новембар 1939 — 15. октобар 1940.
- Капетан Јуђи Такахаши - 15. октобар 1940 — 28. август 1941.
- Капетан Мицутару Гото - 28. август 1941 — 5. јун 1942.
- Капетан Шинпеи Асано - 5. јун 1942 — 12. децембар 1942.
- Капетан Мицухару Уеда - 12. децембар 1942 — 19. децембар 1942.

## Глерија слика
- IJN Tenryū in 1919 under construction
- IJN Tenryū in 1919 under trials
- IJN Tenryū in Yokosuka 1919
- IJN Tenryū in 1921
- IJN Tenryū in 1920s
- IJN Tenryū in 1926 postcard
- IJN Tenryū in 1930
- IJN Tenryū in Inland Sea 1930-32
- IJN Tenryū in 1930-1931
- IJN Tenryū at Shanghai 1932
- IJN Tenryū in Shanghai February 1934
- IJN Tenryū docked at Shanghai February 1934
- IJN Tenryū in 1936